# Simak
Simak ima več pomenov.

## Osebnosti
- Clifford Donald Simak (1904—1988), ameriški pisatelj
- Jimmy Simak, ameriški televizijski snemalec

## Drugo
- Simak Dialog, indonezijska glasbena skupina